# 也咥可汗
也咥可汗（?—?），又作野咥，名乙失缽，又作乙室缽，是7世纪薛延陀的首领，他第一个自称可汗。
在乙失缽统薛延陀的时候，薛延陀是敕勒（铁勒）族的一部分。敕勒分15个部族，臣服于西突厥泥厥处罗可汗阿史那达曼。阿史那达曼对敕勒收以重税，导致了敕勒各部的不满。阿史那达曼从而怀疑敕勒的首领们，一次，聚集了100多个敕勒的首领，杀了他们。敕勒契苾部的首领歌楞自称易勿真莫賀可汗，反叛西突厥。乙失缽响应，自称也咥可汗，占据燕末山（今新疆额敏县东山）作为歌楞的下属。之后，西突厥新可汗射匮可汗重新统治敕勒，易勿真莫賀可汗和也咥可汗放弃了汗号。也咥可汗的孙子夷男臣服东突厥，后因叛东突厥被唐太宗册封为真珠可汗。